# 多罗加佐
多罗加佐，是匈牙利诺格拉德州所辖的一个村。总面积17.68平方公里，总人口1118，人口密度63.2人/平方公里（2011年1月1日）。